# تاريخ مدينة تونس (1128-1148)
في عام 1128 خلع أحمد بن عبد العزيز طاعة الدولة الحمادية، فأرسل له يحيى بن عبد العزيز جيشه و استولى على تونس و عين عمه كرامة بن المنصور، و بهذا بدأ الحكم الحمادي على تونس، رغم أن تونس كانت تتبع للحماديين تحت بنو خراسان، لكن بعد رحيلهم أصبح الحكم الحمادي مباشراً من أعضاء في السلالة، غالبا كانوا أعمام يحيى. لكن حصلت فتنة أدت إلى رحيل الوالي حمادي معدّ بن منصور، ثم نائبه ابن دفال، فبدأت مرحلة الفراغ، مرحلة تونس ما بعد رحيل الحماديين، و بمصطلح حديث، أناركية تونس.

## التاريخ

### الحكم الحمادي
تأسست سلالة بنو خراسان على أنها نائبة الحماديين في تونس، لكن ولائها تغير لاحقا للباديسيين و أصبح متقلبا، في عام 1120 أرسل عبد العزيز بن المنصور حملة أخضع فيها بنو خراسان بعد أن عادوا لتبعية الزيريين، و في عام 1128 خلعوا الطاعة ثانية، فأرسل يحيى قائده مطرف بن حمدون فاستولى على تونس و اعتقل أحمد بن عبد العزيز الذي سلم نفسه و أرسله مع أهله إلى بجاية و هناك مات.
و بعد سقوط بني خراسان، ولى يحيى عمه كرامة بن المنصور، تولى كرامة مدينة تونس حتى توفي، و لم يحصل شيى في فترة حكمه. فخلفه أخوه أبو الفتوح، فتوفي و لم يمضي على حكمه سوى القليل، فتولى ابنه محمد بن أبي الفتوح، الا أنه كان حاكماً سيئا، فتم عزله و اخراجه و تولية عمّه معدّ بن المنصور.
في عام 1148 و خلال فترة حكم معدّ، استولى النورمان على على المهدية وصفاقس، و كانت إفريقية في مجاعة تلك السنة, فخاف الناس و أخذوا يستعدون و يتأهبون للأخطار المحتملة، و كانوا يخرجون يوميا لمراقبة البحر, و معهم الوالي الذي كان يجلس في الديوان (مكتب الجمارك). و في أحد الأيام رأى الناس مركبا خارجاً من تونس لتصدير الحبوب إلى مدينة أوروبية، فلم يعجب الناس خروج الزرع من بلادهم إلى مدينة يحكمها النصارى و هم في ذلك الحال، و اتفقت العامة على تعطيل المركب، و ضجوا و ارتفع صراخهم, فتصدى لهم جنود الوالي معدّ، فحصل القتال و قُتل الكثير من جنود معدّ و عبيده، و أطلقوا النار تحت برج الديوان فنزل معدّ و استسلم, و ضل معدّ في تونس مقهوراً من رعيته, و أعلم بجاية بما حصل، فأرسل له يحيى غراباً (سفينة حربية)، فأخذته هو و أولاده. و ترك معدّ العزيز بن دفال و هو أحد وجهاء صنهاجة، واليا تونس، لكنه ما لبث أن رحل، و بهذا ما عاد لبني حمّاد حكم في تونس، و صارت المدينة للعامة.

### بعد رحيل الحماديين
قبل احداث النزاع بين أهل تونس و عبيد معدّ، قامت الحرب بين محرز بن زياد أمير بني علي الرياحيين و أهل تونس، و كانت الحرب سجالاً فيوم لمحرز و يوم عليه، و حظي محرز بدعم المهدية حتى سقوطها. و ساء الحال و حصلت فتنة بين أهل باب سويقة و أهل باب الجزيرة, رجح ميكيلي أماري أن سكان سويقة كانوا من عامة الناس بينما كان أهل الجزيرة من طبقة أعلى، و كان من يديرهم آنذاك هو القاضي أبو محمد عبد المنعم بن الامام ابي الحسن.
و لكن مع ازدياد الأخطار الخارجية، تقدمات النورمان و تهديدات الحماديين، قرر الناس اتباعا لرأي قاضيهم تولية محمد بن زياد العربي والياً، و بالمناسبة هذا نفس اسم أمير المعلقة بقرطاج، و لكن هذا القرار لم يلقى قبول كل الناس، فما ان دخل محمد و خرج مشايخ المدينة لاستقباله، حتى صاح أحد العامة: «لا طاعة لعربي و لا غُزّي (أي تركي)»، و قام الهرج في المدينة ثانية، و عاد محمد إلى قلعته، أما القاضي فمنعه الناس من دخول تونس، فذهب مع ابن زياد و بقي عنده إلى أن مات، و يقال أنه كان نائما في الصيف في مكان عالي، فسقط منه و مات، و يقال أنه رُمي منه.
ذكر مؤرخين حديثين هما الهادي روجي إدريس و نجوان أبو بكر حكاية أخرى، فقد اتفقا لسبب غير معروف أن الذي كان سيتم توليته هو محرز بن زياد و ليس محمد بن زياد، استغل نجوان ذلك لتدعيم نظريته القائلة أن محرز و محمد هما نفس الشخص و أن محرز هو أمير المعلقة، استغرب أحد الباحثين أن الناس لم يقبلوا تولية شخص يوصف أنه حليفهم, بينما ادعى الهادي أن محرز استولى على المعلقة ما أدى بسكان تونس أن يجزعوا و يعلنوا الحرب عليه، و عندما قامت الفتنة قال أنه عاد إلى المعلقة بعدها و ليس إلى القلعة كما ذكر ابن عذاري المصدر الأساسي لهذا الحدث، اما سبب ذكره أن محرز استولى على المعلقة فذلك لأن ابن خلدون ذكر إنه كان موجود بها: «و كان بالمعلقة جوارهم محرز بن زياد»، و هذا كلام غامض، لأنه ذكر في موضع ثاني أن أمير المعلقة اسمه محمد بن زياد، فيبدوا أن محرز استولى عليها كما قال الهادي أو أنه موجود بها فقط اذا لم نعقد الموضوع أو أن ابن خلدون خَلَطَ في الأسماء و أن كلام نجوان أبو بكر صحيح.
و بعد طرد محمد بن زياد، لم يجد أهل تونس والي يحكمهم، و فرأوا أن أحسن قرار هو إعادة بنو خراسان إلى الحكم، فتواصلوا مع أبو بكر بن إسماعيل بن عبد الحق بن خراسان، كان هذا لاجئا لدى بني الورد في بنزرت بسبب مقتل والده على يد ابن عمه احمد بن عبد العزيز الذي خلعه الحماديون. وصل أبو بكر إلى تونس في الليل، و تم رفعه إلى السور باستخدام قفة، افترض الهادي روجي أن السبب ليس فقط أن أبواب المدينة كانت مغلقة، بل لأنه على نفس حال محمد بن زياد لم يقبل كل الناس توليته، عموماً، بعد هذا الحدث الفريد من نوعه في تاريخ تونس (رفع الحاكم الجديد على قفة)، تولى أبو بكر حكم المدينة و استرجع حكم بني خراسان، الذي لن يسقط الا بعد قدوم الموحدين.

## الحكام
سوف نذكر جميع الحكام طوال فترة الفوضى هذه:
- كرامة بن المنصور (1128-?)
- أبو الفتوح بن المنصور ?
- محمد بن أبي الفتوح ?
- معدّ بن المنصور (?-1148)
- العزيز بن دفال (1148)
- أبو محمد عبد المنعم بن الامام ابي الحسن (1148)
- ثم تم تولية أبو بكر بن إسماعيل بن عبد الحق بن خراسان